# 一觸即通卡
一觸即通卡 （英語：Touch 'n Go，標誌：TnG）是一種在馬來西亞採用MIFARE規格建置的非接觸式智慧卡收費系統。最初是設計支付高速公路及快速道路等電子道路收費系統的通行費，後來擴充為可以支付公共運輸系統車資、停車費、商店消費等多用途。

## 沿革
一觸即通卡是由馬來西亞政府提出，由自强科技私人有限公司設計的即時總額支付系統。初期由大道特許經營公司負責營運，而現在為一觸即通私人有限公司負責。大马卡（MyKad）也可以鑲嵌一觸即通卡晶片，作為一般的一觸即通卡使用，而2018年6月一觸即通卡將和支付寶合作開通讓商家掃描行動電話、平板電腦等设备裡的二維條碼、條碼的電子錢包功能。
第1代的系統於1997年5月18日在惹彭亨收費站啟用，1997年4月15日可供電子支付的範圍增加了蕉賴路收費站至東西連貫大道全線之收費站。到了1998年11月15日擴展到南北大道848公里全線收費站。當九洞新村到日得拉的高速公路電子收費系統建置完成時，電子收費的使用範圍已經由南部柔佛州的甘拔士至北部的吉打州的日得拉，成為世界上擁有最長電子道路收費系統的單線高速公路之一。而電子收費系統完工啟用的典禮是由大道特許經營公司時任主席拿督南利莫哈末医生在南北大道的雙溪賴收費站（Sungai Dua Toll Plaza）舉辦。

## 票卡種類
- 一般卡：

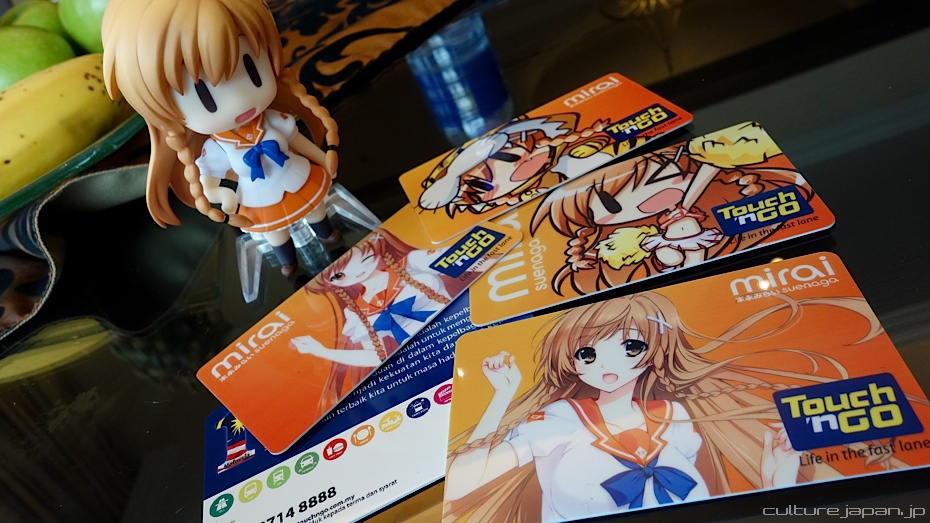
末永未來圖案一觸即通卡

  - 標準卡（預付費卡）：即標準的一觸即通儲值卡，可以用於支付大眾運輸工具、計程車的車資、停車費及小額消費等功能。
  - 南北大道里程卡：主要優惠為非營利之車輛行駛南北大道公司營運的高速公路的過路費可享有5%優惠[4]，也有標準卡的支付功能。

- 月結卡：
  - FLEET XS卡：營利企業所屬車輛之類別（第1級至第5級）及註冊號牌列印在卡片上，在車輛通過收費站的24-48小時可以經由電子帳單來獲取需要繳交的過路費，每月結算繳費，不需儲值。Fleet Xs卡只能用來支付過路費，無法支付其他費用。[5]
  - BIZ XS卡：計費與繳費方式與FLEET XS卡相同，只限於第1級車輛，除了支付過路費外還可以支付停車費。
  - PLUS Track XS：計費與繳費方式與FLEET XS卡相同，提供了過路費3%回饋。

- 自動儲值卡：
  - Zing卡：由馬來西亞5家銀行（永旺集團、國民儲蓄銀行、聯昌國際銀行、豐隆銀行、馬來亞銀行）與一觸即通卡合作發行的自動儲值卡。當卡片餘額低於50令吉時，會從銀行帳戶扣除設定的金額儲值到卡片[6]，自動儲值會收取約2令吉的費用，而且只有在通過收費站支付過路費時會檢核餘額是否不足50令吉並自動儲值，支付大眾運輸工具車資、停車費或小額消費時不會自動儲值。

- 特別訂製卡：
  - 快捷通学生卡（Rapidpass Pelajar）：學生月票卡，提供學生搭乘大眾運輸工具50%的折扣。
  - BIZSpoke卡：企業訂製卡，可以在卡面上展示品牌和服務。
  - 相片卡：個人訂製卡，用戶提供圖檔待一觸即通公司審核通過後，即可將用戶的圖檔印在卡片正面。

- 企業會員卡：
  - 特易購、屈臣氏、唐恩都乐、Kings Hotel及其他企業所發行含有一觸即通卡功能的會員卡，提供持卡人不同的優惠、累積點數功能。

- 一觸即通手錶：
  - 每只一觸即通手錶（英語：Time Traveller Watch）都附有1張SIM卡，將SIM卡插入手錶後即具有一觸即通卡的功能。

- Touch 'n Go eWallet Visa預付卡
  - Touch 'n Go eWallet Visa Card 是馬來西亞 Touch 'n Go 公司與Visa公司合作推出的一款預付卡。該卡由全球支付服務提供商 Visa 提供支持，是馬來西亞第一張無卡號卡。卡片可以用於在本地和國際上接受 Visa 的所有商戶進行線上和線下支付。[7]

## 消費與儲值站點
空卡售價為10令吉，在自助儲值機充值金額需為5令吉的倍數，臨櫃人工儲值則需為10令吉的倍數。

### 自助加值機
- 吉隆坡中央車站（位置於格拉那再也線大廳與新中央购物广场）
- 加影線全線車站
- 安邦線/大城堡線、格拉那再也線與吉隆坡單軌列車指定車站
- 吉隆坡與雪蘭莪指定購物中心
- 南北大道與東海岸大道指定休息站
- 馬來西亞國家銀行總行
- 吉隆坡國際機場

### 現金/信用卡櫃檯
- 一触即通服務站：
  - 吉隆坡中央車站－新中央购物广场
  - 吉隆坡孟沙南城－The Sphere購物中心[9]
  - 新山－Wisma Nufri
- 鐵路車站的辦公室
- 快捷通軌道之主要車站
- KTM通勤鐵路之主要車站
- 代理商：
  - 国油Mesra便利商店
  - 7-Eleven
  - 屈臣氏商店
  - 莲花超市
  - 巨人（Giant）霸级市场

### 現金通行櫃檯

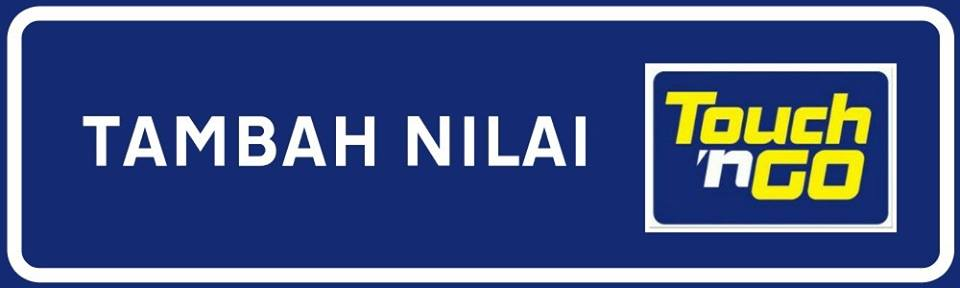
一觸即通卡車道標示牌

- 收費站的備用增額車道

### 自動櫃員機
- 馬來亞銀行 （馬來西亞及新加坡兩地都可以）
- 大眾銀行
- 聯昌國際銀行 （馬來西亞及新加坡兩地都可以）
- 馬來西亞興業銀行（英语：RHB Bank）
- 馬來西亞伊斯蘭銀行
- AM銀行現金存款機

## 使用範圍
一觸即通卡除了可以用於繳交過路費之外，還可於搭乘公共運輸系統扣款、停車費、主題公園門票以及支付小額消費。 
根據“國家銀行2003年支付系統法”報告，在馬來西亞一觸即通卡佔了非現金小額支付的39％。透過一觸即通卡和精明通關感應器的非現金支付通行費佔35％，在巴生谷佔了50％。

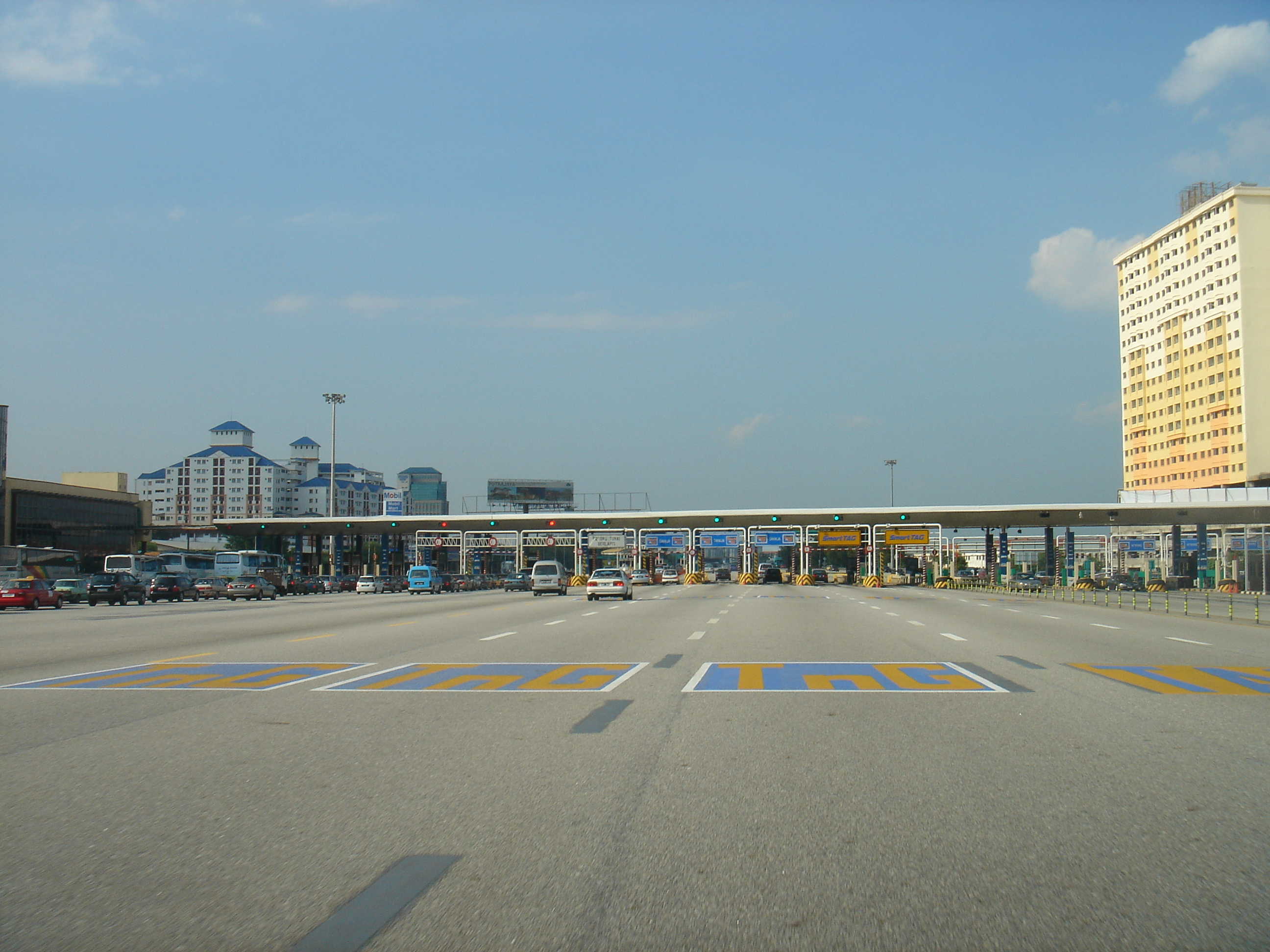
馬來西亞高速公路收費站前一觸即通卡車道標示

### 高速公路收費
一觸即通卡能夠在馬來西亞境內有標示TnG和TAG標誌的高速公路使用，多數的馬來西亞高速公路採用開放的收費系統。
- 開放式收費系統：持卡人可以在有標示TnG的車道輕觸讀卡機或是在特定的收費站駛過TnG車道即可完成計費及繳費。不論行駛的距離，通行費率都一樣。
- 封閉式收費系統：持卡人在進入高速公路之前需要先通過收費站的TnG車道，要離開高速公路一樣要通過收費站的TnG車道來完成計費程序。持卡人必須確認一觸即通卡還有20令吉以上的餘額以供扣款。如果餘額低於20令吉就必須到一觸即通卡的服務處或是高速公路的儲值通道進行儲值，否則不能駛入高速公路。
- 精明通關感應器（Smart TaG）：精明通關感應器（標誌為：TAG）為一台置於汽車前擋風玻璃處的紅外線感應器，持卡人需將一觸即通卡安裝到感應器的讀卡機，車輛通過收費站的感應門架時會與車上的精明感應器建立連線，並由感應器上的一觸即通卡支付通行費。

### 公共運輸系統
2002年開始，巴生谷的KTM通勤鐵路和公路系統正式啟用一觸即通卡，同時可以在快捷通軌道、吉隆坡機場快鐵與吉隆坡機場支線使用。但是馬來亞鐵道的通勤卡（Komuter Link）不能在一觸即通卡系統使用。目前一觸即通卡可以在下列的大眾運輸系統使用：
- KTM通勤鐵路
  - 1 1 芙蓉线
  - 2 2 巴生港线
- 快捷通軌道
  - 3 3 安邦线
  - 4 4 大城堡线
  - 5 5 格拉那再也綫
  - 8 8 吉隆坡單軌列車
  - 9 9 加影线
  - B1 B1 双威BRT
- 吉隆坡機場快鐵
  - 6 6 吉隆坡机场快线
  - 7 7 吉隆坡机场支线
- 巴士
  - 吉隆坡快捷通公車及9 加影线接駁巴士
  - 彭亨的關丹快捷通巴士
  - 馬六甲市的全景巴士[10]

### 历史使用
一觸即通卡2000年在巴生谷TransNasiona财团私人有限公司的Cityliner長途巴士啟用，並且提供持卡人搭車票價9折的優惠至2003年12月13日為止。
Park May Berhad的子公司City Profile私人有限公司為吉隆坡快捷通的格拉那再也線提供了接駁巴士，該項服務稱為Putraline，初期不是每台巴士都有建置讀卡機。直到吉隆坡快捷通進行巴士改造計畫，才將所有的巴士都建置讀卡機。
一觸即通卡的晶片也被馬來西亞航空公司鑲嵌在該公司直營部門主辦的“Buy N Fly忠誠卡”獎勵計劃，而Golden Boutiques私人有限公司於1999年12月開始也發行了具有飛行獎勵點數的智慧卡。馬來西亞電子支付系統Cash＆Touch'n Go的智慧卡具有多種功能，2002年7月16日，馬來西亞航空公司宣布“Buy N Fly忠誠卡”獎勵計劃結束，並將獎勵點數移轉到馬來西亞航空公司的“豐富忠誠飛行常客”計劃。“Buy N Fly忠誠卡”不再發行，但已開卡未到期的用戶仍然能夠使用。

## 規章
- 儲值：

在一觸即通卡網點、一觸即通高速公路辦公室、指定的高速公路收費站、吉隆坡快捷通與KTM通勤鐵路的主要車站自助進行儲值，免收手續費。如果在自動提款機和代理商處儲值將在帳戶收取0.5和1令吉的手續費。 Ring卡每儲值100令吉會收取2令吉的手續費。
- 退款：

卡片所剩餘額和將由大道特許經營公司在1個月內郵寄內含支票的郵件至退卡人指定地址。
- 折扣：

優惠用戶可以得到付款2-2.5％的折扣。如果優惠用戶不想要折扣可能還是需要支付手續費。停車場業者通常會將一觸即通卡的手續費回饋給用戶，導致用戶需要支付10％以上的費用。

2009年10月5日起，如果用戶每個月超過80筆交易就可以申請折扣。而且只能在收費站的一觸即通卡櫃檯辦理，折扣金額為用戶支付總額的20％，通常則扣是發給用戶點數卡而不是直接退還現金。
- 電子帳單：

只能透過網站查閱3天內的電子帳單，經由傳真交易的帳目可以在24小時內查閱，但是要取決於資料伺服器的回報速度。

## 參见
- 智慧卡
- 馬來西亞高速公路
- 大馬卡

## 外部連結
- 一觸即通卡官方網站，亦可查閱電子帳單
- 自强科技私人有限公司
- Longbow Technologies Sdn Bhd（页面存档备份，存于）